# 国際食品規格委員会
国際食品規格委員会は一般にコーデックス委員会と呼ばれる。その名称はラテン語: Codex Alimentarius (食品法典)に由来する。1963年に国際連合食糧農業機関(FAO)と世界保健機関(WHO)によって設置された政府間組織。英語: Codex Alimentarius Commissionが名称、CACと略称されている。加盟国：185カ国および欧州共同体（2013年7月時点）

## 目的
1. 国際的な食品基準を定めることで消費者の健康を守る。
2. 基準の共通化により貿易の公正さを図る。

## 組織
議長と副議長(3名)は定例総会において加盟国が選挙する。総会と執行委員会の下に全般問題規格部会(9部会)、個別食品規格部会(11部会)、地域調整委員会(6委員会)、特別部会(1部会)がある。合同事務局は、イタリア共和国ローマのFAO本部内に設置されている。